# Nieste
Nieste är en kommun och ort i Landkreis Kassel i Regierungsbezirk Kassel i förbundslandet Hessen i Tyskland.